# Polfa Warszawa

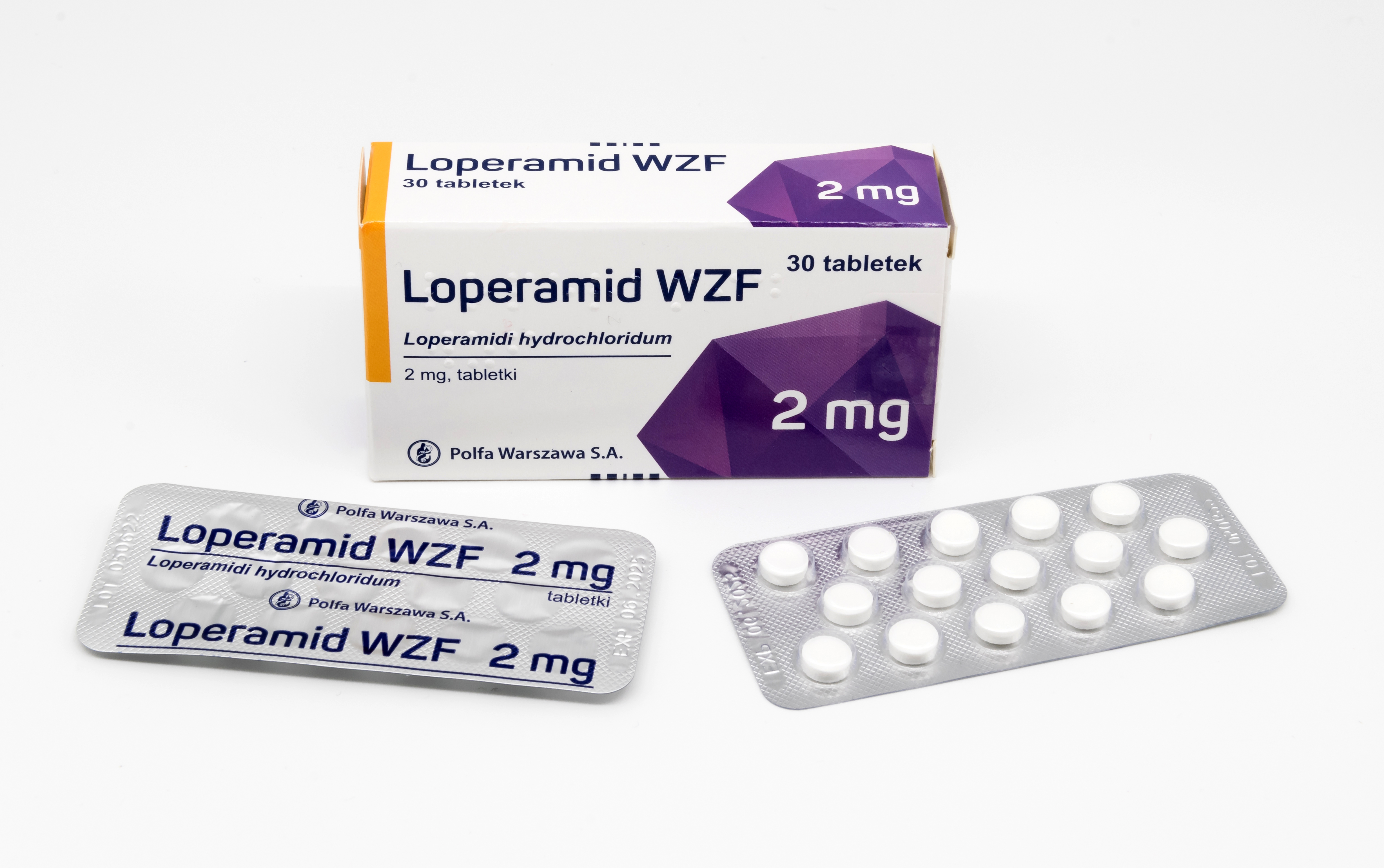
Lek Loperamid produkowany przez spółkę

Polfa Warszawa, właśc. Warszawskie Zakłady Farmaceutyczne „Polfa” S.A. – zlikwidowane w 2024 polskie przedsiębiorstwo farmaceutyczne z siedzibą przy ul. Karolkowej 22/24 w Warszawie, wytwarzające m.in. leki OTC, preparaty dostępne na receptę oraz produkty przeznaczone dla szpitali.

## Działalność
Przedsiębiorstwo powstało na bazie znacjonalizowanego po II wojnie światowej Towarzystwa Przemysłu Chemiczno-Farmaceutycznego „d. Magister Klawe”.
W portfolio spółki znajduje się ponad 140 różnego rodzaju preparatów, które są dystrybuowane na terenie kraju oraz eksportowane do kilkudziesięciu państw świata. Najpopularniejsze produkty to stosowany w profilaktyce chorób serca Acard, przeciwalergiczny Allertec WZF, przeciwbiegunkowy Laremid oraz krople na katar Xylometazolin.
W skład grupy kapitałowej Polfy Warszawa SA wchodzą dwie spółki z ograniczoną odpowiedzialnością: Sanfarm oraz Ipochem
Od roku 2003 przedsiębiorstwo funkcjonowało jako jednoosobowa spółka Skarbu Państwa będąc częścią Polskiego Holdingu Farmaceutycznego.
W kwietniu 2012 wyborem oferty Polpharmy SA zakończył się proces prywatyzacji Polfy. Wartość 100% akcji spółki wyniosła 957 mln PLN, z czego Polpharma stała się właścicielem pakietu 85,14% akcji. Warunkiem zamknięcia transakcji było uzyskanie przez Polpharmę zgody Urzędu Ochrony Konkurencji i Konsumentów i zgoda taka została wydana przez UOKiK w dniu 26 marca 2012 roku. Jest to zgoda warunkowa zakładająca wyzbycie się przez Polpharmę wszelkich praw do następujących leków produkowanych przez nią lub Polfę Warszawa: Polocard lub Acard (leki przeciwzakrzepowe), Cipronex lub Proxacin (fluorochinolony) oraz Sulfacetamidum natrium lub Sulfacetamidum WZF 10% HEC (stosowane w infekcjach oczu).
1 marca 2024 roku nastąpiło połączenie Warszawskich Zakładów Farmaceutycznych Polfa S.A. i Zakładów Farmaceutycznych „Polpharma” S.A. Z dniem połączenia Zakłady Farmaceutyczne „Polpharma” S.A. wstąpiły we wszystkie prawa i obowiązki warszawskiej spółki. W tym samym roku rozpoczęła się rozbiórka jej budynków. W jego miejscu zaplanowano osiedle mieszkaniowe spółki Noho One.